# Kraftwerk Vargfors
Das Kraftwerk Vargfors ist ein Wasserkraftwerk in der Gemeinde Norsjö, Provinz Västerbottens län, Schweden, das den Skellefte älv zu einem Stausee aufstaut. Es ging 1961 in Betrieb. Das Kraftwerk ist im Besitz von Vattenfall und wird auch von Vattenfall betrieben. Der Ort Norsjö liegt ca. 15 km südwestlich des Kraftwerks.

## Absperrbauwerk
Das Absperrbauwerk besteht aus einer Bogenstaumauer aus Beton mit einer Höhe von 45,5 (bzw. 46) m, an die sich auf der rechten Seite ein Damm anschließt. Die Länge des Bogens beträgt an der Krone 170 m. Auf der linken Seite befinden sich in einer Entfernung von einigen 100 Metern zwei weitere Nebendämme.
Das minimale Stauziel liegt bei 228,5 m, das maximale bei 230,5 m über dem Meeresspiegel. Der Stausee erstreckt sich über eine Fläche von 8 km². Das Bemessungshochwasser liegt bei 620 m³/s; die Wahrscheinlichkeit für das Auftreten dieses Ereignisses wurde mit einmal in 100 Jahren bestimmt. Das größte anzunehmende Hochwasser wurde mit 850 m³/s berechnet.

## Kraftwerk
Das Kraftwerk ging 1961 mit der ersten Maschine in Betrieb; 1987 wurde die zweite Maschine in Betrieb genommen. Es verfügt mit einer Kaplan- und einer Francis-Turbine über eine installierte Leistung von 70 (bzw. 105 120 131 oder 134) MW. Die durchschnittliche Jahreserzeugung liegt bei 405 (bzw. 452) Mio. kWh.
Von Vargfors führt eine 400-kV-Leitung zum Kraftwerk Tuggen.
Die Turbinen wurden von Kværner geliefert. Die Kaplan-Turbine leistet 80,7 MW; ihre Nenndrehzahl liegt bei 150 Umdrehungen pro Minute. Die Francis-Turbine leistet 61,67 MW; ihre Nenndrehzahl liegt bei 136,4 Umdrehungen pro Minute. Die Fallhöhe beträgt 48 (bzw. 49 49,2 oder 49,5) m. Der maximale Durchfluss liegt bei 136 (bzw. 170 310 oder 320) m³/s; die mittlere Wasserführung des Skellefte älvs beträgt beim Kraftwerk Vargfors 118,8 m³/s.